# ليونيل فايننغر
ليونيل تشارلز آدريان فايننغَر (بالإنجليزية: Lyonel Feininger) (1871 - 1956 م) هو رسام ألماني أمريكي.
تأثر بالتكعيبية من غير أن يبتعد برسومه عن المظهر الطبيعي ابتعاداً كلياً. من أهم آثاره: «كاتدرائية هالي» Halle Cathedral (عام 1930 م)، و «الفجر» Dawn (عام 1938 م)، و «النّهر» The River (عام 1940 م).

## روابط خارجية
- ليونيل فايننغر على موقع الموسوعة البريطانية (الإنجليزية)
- ليونيل فايننغر على موقع مونزينجر (الألمانية)
- ليونيل فايننغر على موقع ميوزك برينز (الإنجليزية)
- ليونيل فايننغر على موقع ديسكوغز (الإنجليزية)